# Never Enough (canción de The Cure)
«Never Enough» es el vigesimotercer sencillo editado por la banda británica The Cure, del álbum de 1990 Mixed Up.
La canción alcanzó el primer puesto de la lista Modern Rock Tracks de Billboard, manteniéndolo durante tres semanas. Alcanzó el número tres en Finlandia y llegó al top 20 en Alemania, Irlanda, Nueva Zelanda, España y el Reino Unido.
A diferencia de la mayoría de las canciones de The Cure de esta época, el corte principal no tiene sintetizadores, estando basado por completo en guitarras.
Perry Bamonte aparece en la carátula y en el vídeo del sencillo. No obstante ni aparece en los créditos de la canción ni participó en su grabación. Es el primer sencillo en el que Lol Tolhurst no aparece en los créditos, tras su ruptura definitiva con la banda. Es por tanto el primer sencillo en el que Robert Smith figura como único miembro fundador de The Cure. La canción fue regrabada usando guitarras acústicas para el álbum Acoustic Hits de 2001

## Lista de canciones
Sencillo de 7"
1. «Never Enough» – 4:28
2. «Harold and Joe» – 5:05

Sencillo de 12"
1. «Never Enough» (Big Mix) – 6:07
2. «Harold and Joe» – 5:05
3. «Let's Go To Bed» (Milk Mix) – 7:16

## Posicionamiento en listas
| Lista (1990)                                                | Máxima posición |
| ----------------------------------------------------------- | --------------- |
| Alemania (Offizielle Deutsche Charts)                       | 17              |
| Australia (ARIA)                                            | 22              |
| Bélgica (Flandes) (Ultratop 50)                             | 28              |
| España (AFYVE)                                              | 14              |
| Estados Unidos (Billboard Hot 100)                          | 72              |
| Estados Unidos (Alternative Airplay)                        | 1               |
| Estados Unidos (Hot Dance Club Songs) con "Let's Go to Bed" | 6               |
| Estados Unidos (Dance Singles Sales) con "Let's Go to Bed"  | 25              |
| Estados Unidos (Mainstream Rock)                            | 33              |
| Irlanda (IRMA)                                              | 6               |
| Nueva Zelanda (Recorded Music NZ)                           | 11              |
| Reino Unido (UK Singles Chart)                              | 13              |
| Suiza (Schweizer Hitparade)                                 | 22              |

## Músicos
- Robert Smith — voz, guitarra
- Porl Thompson — guitarra
- Simon Gallup — bajo
- Boris Williams — batería